# Пьер Раймон (граф Каркассона)

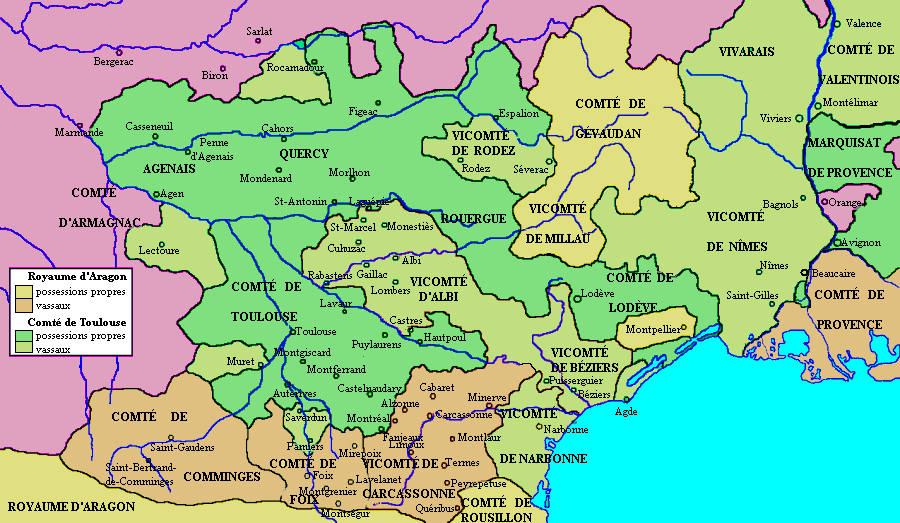
Безье, Агд и Каркассон на карте Окситании

Пьер Раймон (фр. (Pierre Raymond, oссit: Pere Ramon; ум. ок. 1061) — граф части Каркассона, виконт Безье и Агда с 1012 года. Старший сын графа Раймона I Роже и его жены Гарсенды.
В 1012 году умер дед Пьера Раймона Роже I Старый, переживший своего сына. Его наследство поделили двое внуков. Пьер Раймон как старший получил Безье, Агд и часть графства Каркассон, другая часть досталась его младшему брату Гильому Раймону.
Гильом Раймон умер в 1034 году, и власть в части графства Каркассон перешла к его дяде епископу Жероны Пьеру Роже, который сначала был регентом при малолетних внучатых племянниках, потом сам правил как граф.
Епископ Пьер Роже скончался в 1050 году, завещав свои владения не племянникам и их детям, а двоюродному брату — Роже I де Фуа, который объявил себя графом части Каркассона под именем Роже II.
Пьер Раймон Каркассонский умер около 1061 года. Он был женат на Рангарде, которую считают дочерью или Гильома III Тулузского, или Бернара I де Ла Марш.
Дети:
- Раймон Роже III († 1067), граф Каркассона и Разеса, виконт Безье и Агда
- Эрменгарда (ум. ок. 1100) — графиня Каркассона
- Гарсинда — вероятно, жена виконта Раймона II Нарбоннского
- Аделаида (ум. ок. 1102) — жена графа Сердани Гильома Раймона.